# Duane Carter
Duane Claude Carter Sr (Fresno, 5 maggio 1913 – Indianapolis, 7 marzo 1993) è stato un pilota automobilistico statunitense.

## Carriera
Tra il 1950 e il 1960 la 500 Miglia di Indianapolis faceva parte del Campionato Mondiale, per questo motivo Carter ha all'attivo anche 8 Gran Premi ed un quarto posto in Formula 1.
Carter muore nel 1993; dopo i solenni funerali, tenutisi presso la cappella dell'Indianapolis Motor Speedway, il suo corpo venne cremato.

## Risultati in Formula 1
| 1950 | Scuderia         | Vettura |  |  |    |  |  |  |  |  |  |  |  | Punti | Pos. |
| ---- | ---------------- | ------- |  |  | -- |  |  |  |  |  |  |  |  | ----- | ---- |
| 1950 | Murrell Belanger | Stevens |  |  | 12 |  |  |  |  |  |  |  |  | 0     |      |

| 1951 | Scuderia                    | Vettura                  |  |   |  |  |  |  |  |  |  |  |  | Punti | Pos. |
| ---- | --------------------------- | ------------------------ |  | - |  |  |  |  |  |  |  |  |  | ----- | ---- |
| 1951 | Mobiloil/Rotary Engineering | Deidt Tuffanelli Derrico |  | 8 |  |  |  |  |  |  |  |  |  | 0     |      |

| 1952 | Scuderia        | Vettura  |  |   |  |  |  |  |  |  |  |  |  | Punti | Pos. |
| ---- | --------------- | -------- |  | - |  |  |  |  |  |  |  |  |  | ----- | ---- |
| 1952 | Belanger Motors | Lesovsky |  | 4 |  |  |  |  |  |  |  |  |  | 3     | 15º  |

| 1953 | Scuderia         | Vettura           |  |   |  |  |  |  |  |  |  |  |  | Punti | Pos. |
| ---- | ---------------- | ----------------- |  | - |  |  |  |  |  |  |  |  |  | ----- | ---- |
| 1953 | Bardahl/Ed Walsh | Kurtis Kraft 4000 |  | 3 |  |  |  |  |  |  |  |  |  | 2     | 13º  |

| 1954 | Scuderia                     | Vettura           |  |   |  |  |  |  |  |  |  |  |  | Punti | Pos. |
| ---- | ---------------------------- | ----------------- |  | - |  |  |  |  |  |  |  |  |  | ----- | ---- |
| 1954 | Automobile Shippers/Casaroll | Kurtis Kraft 500A |  | 4 |  |  |  |  |  |  |  |  |  | 1,5   | 23º  |

| 1955 | Scuderia       | Vettura             |  |  |    |  |  |  |  |  |  |  |  | Punti | Pos. |
| ---- | -------------- | ------------------- |  |  | -- |  |  |  |  |  |  |  |  | ----- | ---- |
| 1955 | J.C. Agajanian | Kuzma Indy Roadster |  |  | 11 |  |  |  |  |  |  |  |  | 0     |      |

| 1959 | Scuderia      | Vettura           |  |   |  |  |  |  |  |  |  |  |  | Punti | Pos. |
| ---- | ------------- | ----------------- |  | - |  |  |  |  |  |  |  |  |  | ----- | ---- |
| 1959 | Smokey Yunick | Kurtis Kraft 500H |  | 7 |  |  |  |  |  |  |  |  |  | 0     |      |

| 1960 | Scuderia                   | Vettura             |  |  |    |  |  |  |  |  |  |  |  | Punti | Pos. |
| ---- | -------------------------- | ------------------- |  |  | -- |  |  |  |  |  |  |  |  | ----- | ---- |
| 1960 | Thompson / Ensley & Murphy | Kuzma Indy Roadster |  |  | 12 |  |  |  |  |  |  |  |  | 0     |      |

| Legenda | 1º posto     | 2º posto | 3º posto    | A punti         | Senza punti/Non class.  | Grassetto – Pole position Corsivo – Giro più veloce |
| Legenda | Squalificato | Ritirato | Non partito | Non qualificato | Solo prove/Terzo pilota | Grassetto – Pole position Corsivo – Giro più veloce |